# Лаутербах (Вартбуркрајс)
Лаутербах (њем. Lauterbach) општина је у њемачкој савезној држави Тирингија. Једно је од 61 општинског средишта округа Вартбург. Према процјени из 2010. у општини је живјело 655 становника. Посједује регионалну шифру (AGS) 16063049.

## Географски и демографски подаци
Лаутербах се налази у савезној држави Тирингија у округу Вартбург. Општина се налази на надморској висини од 207 метара. Површина општине износи 6,6 km². У самом мјесту је, према процјени из 2010. године, живјело 655 становника. Просјечна густина становништва износи 99 становника/km².